# Município de Liberty (condado de Ross, Ohio)
O município de Liberty (em inglês: Liberty Township) é um município localizado no condado de Ross no estado estadounidense de Ohio. No ano de 2010 tinha uma população de 2.619 habitantes e uma densidade populacional de 29,27 pessoas por km².

## Geografia
O município de Liberty encontra-se localizado nas coordenadas 39° 16′ 23″ N, 82° 50′ 51″ O. Segundo a Departamento do Censo dos Estados Unidos, o município tem uma superfície total de 89.46 km², da qual 88,87 km² correspondem a terra firme e (0,66 %) 0,59 km² é água.

## Demografia
Segundo o censo de 2010, tinha 2.619 habitantes residindo no município de Liberty. A densidade populacional era de 29,27 hab./km². Dos 2.619 habitantes, o município de Liberty estava composto pelo 97,82 % brancos, o 0,76 % eram afroamericanos, o 0,42 % eram amerindios, o 0,19 % eram asiáticos, o 0,11 % eram insulares do Pacífico e o 0,69 % eram de uma mistura de raças. Do total da população o 0,5 % eram hispanos ou latinos de qualquer raça.